# Mind (Zeitschrift)
Mind ist eine bedeutende britische philosophische Fachzeitschrift, die bei Oxford University Press unter Federführung der Mind Association erscheint und sich weitgehend Debatten der analytischen Tradition widmet.
Mind wurde 1876 mit George Croom Robertson durch Alexander Bain gegründet, welche die Zeitschrift am University College London herausgaben. Nach dem Tode Robertsons 1891 übernahm George Frederick Stout die Herausgabe und begann die New Series. Derzeitige Herausgeber sind Adrian William Moore und Lucy O’Brien.
Die ersten Hefte widmeten sich vor allem der Diskussion, ob die Psychologie berechtigterweise als Naturwissenschaft gelten könne. Zur Zielsetzung der Zeitschrift schrieb Robertson in der ersten Ausgabe:

“Now, if there were a journal that set itself to record all advances in psychology, and gave encouragement to special researches by its readiness to publish them, the uncertainty hanging over the subject could hardly fail to be dispelled. Either psychology would in time pass with general consent into the company of the sciences, or the hollowness of its pretensions would be plainly revealed. Nothing less, in fact, is aimed at in the publication of Mind than to procure a decision of this question as to the scientific standing of psychology.”

Bereits die ersten Ausgaben von Mind publizierten bedeutende Aufsätze der sich herausbildenden analytischen Tradition, darunter etwa Bertrand Russells berühmte Abhandlung On Denoting von 1905; später erschien z. B. Alan Turings Vorschlag des Turing-Tests in der Ausgabe von 1950.

## Herausgeber
- 1876–1891: George Croom Robertson
- 1891–1920: George Frederic Stout
- 1921–1947: George Edward Moore
- 1947–1972: Gilbert Ryle
- 1972–1984: David Hamlyn
- 1984–1990: Simon Blackburn
- 1990–2000: Mark Sainsbury
- 2000–2005: Michael Martin
- 2005–2015: Thomas Baldwin
- seit 2015: Adrian William Moore und Lucy O’Brien